# Heterognatha
Heterognatha is een monotypisch geslacht van spinnen uit de  familie van de wielwebspinnen (Araneidae).

## Soort
- Heterognatha chilensis Nicolet, 1849